# Clostera rufescens
Clostera rufescens är en fjärilsart som beskrevs av Barend J. Lempke 1937. Clostera rufescens ingår i släktet Clostera och familjen tandspinnare. Inga underarter finns listade i Catalogue of Life.